# Zuleykha Seyidmammadova
Zuleykha Seyidmammadova (en azerí: Züleyxa Seyidməmmədova, en ruso: Зулейха Габиб кызы Сеидмамедова; 22 de marzo de 1919 - 1999) fue una de las primeras mujeres piloto de Azerbaiyán y la primera mujer azerbayana en volar en combate.

## Biografía
Seyidmammadova nació en Bakú el 22 de marzo de 1919. Obtuvo su licencia de piloto en 1935 en un club de vuelo en su ciudad natal y más tarde en la academia de aviación en Zhukovsky, cerca de Moscú. En 1938 se calificó como ingeniera petroquímica, pero optó por dedicarse a la aviación como su carrera principal.
Durante la Segunda Guerra Mundial, fue la navegante de regimiento del Regimiento de Aviación de Combate 586, uno de los tres regimientos de aviación militar de mujeres fundado por Marina Raskova. A lo largo de la guerra, luchó en más de 40 batallas aéreas y realizó más de 500 misiones. Durante la guerra, informaría a la comisaria, así como a Tamara Kazarinova, la comandante de su regimiento, acerca de las actitudes de los pilotos hacia su liderazgo.
Después de la guerra fue desmovilizada y en 1952 se convirtió en Ministra de Seguridad Social de la RSS de Azerbaiyán. Seyidməmmədova murió en Bakú en 1999.

## Premios
- Orden de Lenin
- Dos órdenes de la Bandera Roja del Trabajo
- Orden de la Guerra Patria en la 2.ª clase
- Orden de la Estrella Roja
- Dos órdenes de la Insignia de Honor